# Црква Денсуш
Црква Денсуш или црква Светог Николе у Денсушу, налази се у Румунији, у југозападном делу Трансилваније. Посвећена је Светом Николи. Најстарија је црква у Румунији и једна од најстаријих цркви у Европи. 1991. године предложена је за листу УНЕСКО светске баштине у Европи.

## Историја цркве
Постоје различита мишљења о времену настанка ове цркве. Према првој тврдњи, саграђена је у 4. веку на рушевинама римског храма. У прилог овој тврдњи наводе се римски натписи, канализационе цеви, надгробни споменици и материјал узет са оближњег дачког утврђења Сармизегетус. Сматра се да је црква првобитно била дачански храм који су потом освојили Римљани и посветили богу Марсу, да би од 13. века храм постао хришћанска црква. Према другој тврдњи, црква Денсуш датира из 13. века и везује се за име породице Денсуш. Ова тврдња поткрепљује се архитектонским стилом позне романике и готике којим се одликује ова црква.

## Изглед цркве
Зидове цркве подупиру стубови римског форума. Стаза до цркве окружена је остацима римских натписа, а на фасади цркве налазе се лавови. Апсида цркве је полукружна. Кров је начињен од камених блокова. Унутрашњост је украшена фрескама из 15. века, на којима су представљени свеци и владари из тог периода. Фреске из ове цркве сматрају се највреднијим примерцима византијског сликарства у Трансилванији.

## Галерија
- Црква Денсуш, 2014. године
- Римски натпис на камену у дворишту око цркве
- Иконостас цркве